# 日本の鉄道駅一覧 と
| あ | い | う-え   | お        | か    | き | く-け |
| こ | さ | し-しも | しや-しん | す-そ | た | ち-て |
| と | な | に      | ぬ-の     | は    | ひ | ふ-ほ |
| ま | み | む-も   | や-わ行   |       |    |       |

日本の鉄道駅一覧 とは、日本の鉄道駅のうち、とで始まるものの一覧である。

## と

### とあ-とお
- 土合駅（どあいえき）
- 遠浅駅（とあさえき）
- 土井駅（どいえき・九州旅客鉄道香椎線）
- 土居駅（どいえき・京阪電鉄京阪本線）
- 問寒別駅（といかんべつえき）
- 土居田駅（どいだえき）
- 土市駅（どいちえき）
- 戸出駅（といでえき）
- 東員駅（とういんえき）
- 東栄駅（とうえいえき）
- 東海駅（とうかいえき）
- 東海学園前駅（とうかいがくえんまええき）
- 東海大学前駅（とうかいだいがくまええき）
- 十日市町停留場（とうかいちまちていりゅうじょう）
- 東海通駅（とうかいどおりえき）
- 東金駅（とうがねえき）
- 東京駅（とうきょうえき）
- 東京貨物ターミナル駅（とうきょうかもつターミナルえき）
- 東京国際クルーズターミナル駅（とうきょうこくさいクルーズターミナルえき）
- とうきょうスカイツリー駅
- 東京ディズニーシー・ステーション駅（とうきょうディズニーシーステーションえき）
- 東京ディズニーランド・ステーション駅（とうきょうディズニーランドステーションえき）
- 東京テレポート駅（とうきょうテレポートえき）
- 東京ビッグサイト駅（とうきょうビッグサイトえき）
- 峠駅（とうげえき）
- 東港駅（とうこうえき）
- 東郷駅（とうごうえき）
- 東光寺駅（とうこうじえき）
- 道後温泉駅（どうごおんせんえき）
- 道後公園停留場（どうごこうえんていりゅうじょう）
- 道後山駅（どうごやまえき）
- 東寺駅（とうじえき）
- 等持院・立命館大学衣笠キャンパス前駅（とうじいんりつめいかんだいがくきぬがさきゃんぱすまええき）
- 同志社前駅（どうししゃまええき）
- 陶磁資料館南駅（とうじしりょうかんみなみえき）
- 堂島駅（どうじまえき）
- 東城駅（とうじょうえき・西日本旅客鉄道芸備線）
- 東上駅（とうじょうえき・東海旅客鉄道飯田線）
- 道場駅（どうじょうえき）
- 東照宮駅（とうしょうぐうえき）
- 道成寺駅（どうじょうじえき）
- 道場南口駅（どうじょうみなみぐちえき）
- 動植物園入口停留場（どうしょくぶつえんいりぐちていりゅうじょう）
- 唐人町駅（とうじんまちえき）
- 洞泉駅（どうせんえき）
- 東大前駅（とうだいまええき）
- 塔寺駅（とうでらえき）
- 道徳駅（どうとくえき）
- 東名駅（とうなえき）
- 唐丹駅（とうにえき）
- 塔ノ沢駅（とうのさわえき）
- 唐浜駅（とうのはまえき）
- 唐の原駅（とうのはるえき）
- 塔のへつり駅（とうのへつりえき）
- 東武和泉駅（とうぶいずみえき）
- 東武宇都宮駅（とうぶうつのみやえき）
- 東武金崎駅（とうぶかなさきえき）
- 東福寺駅（とうふくじえき）
- 東部市場前駅（とうぶしじょうまええき）
- 東武竹沢駅（とうぶたけざわえき）
- 動物園前駅（どうぶつえんまええき）
- 動物公園駅（どうぶつこうえんえき）
- 東武動物公園駅（とうぶどうぶつこうえんえき）
- 東武日光駅（とうぶにっこうえき）
- 東武練馬駅（とうぶねりまえき）
- 東武ワールドスクウェア駅（とうぶワールドスクウェアえき）
- 当別駅（とうべつえき）
- 道法寺駅（どうほうじえき）
- 東北福祉大前駅（とうほくふくしだいまええき）
- 当麻駅（とうまえき）
- 道明寺駅（どうみょうじえき）
- 洞爺駅（とうやえき）
- 東葉勝田台駅（とうようかつただいえき）
- 東陽町駅（とうようちょうえき）
- 塘路駅（とうろえき）
- 十日市場駅 (神奈川県)（とおかいちばえき・東日本旅客鉄道横浜線）
- 十日市場駅 (山梨県)（とおかいちばえき・富士山麓電気鉄道大月線）
- 十日町駅（とおかまちえき）
- 十川駅 (高知県)（とおかわえき・四国旅客鉄道予土線）
- 十島駅（とおしまえき）
- 遠江一宮駅（とおとうみいちのみやえき）
- 遠野駅（とおのえき）
- 十弗駅（とおふつえき）
- ドーム前駅（ドームまええき）
- ドーム前千代崎駅（ドームまえちよざきえき）
- 遠矢駅（とおやえき）
- 通谷駅（とおりたにえき）
- 通町筋停留場（とおりちょうすじていりゅうじょう）

### とか-とこ
- 戸頭駅（とがしらえき）
- 十勝清水駅（とかちしみずえき）
- 斗賀野駅（とがのえき）
- 栂・美木多駅（とが・みきたえき）
- 戸狩野沢温泉駅（とがりのざわおんせんえき）
- 外川駅（とかわえき）
- 十川駅 (青森県)（とがわえき・津軽鉄道線）
- 土岐市駅（ときしえき）
- 外城田駅（ときだえき）
- 時庭駅（ときにわえき）
- 時又駅（ときまたえき）
- 常盤駅 (京都府)（ときわえき・京福電気鉄道北野線）
- 常盤駅 (岡山県)（ときわえき・水島臨海鉄道水島本線）
- 常盤駅 (山口県)（ときわえき・西日本旅客鉄道宇部線）
- ときわ台駅 (東京都)（ときわだいえき・東武東上本線）
- ときわ台駅 (大阪府)（ときわだいえき・能勢電鉄妙見線）
- 常盤平駅（ときわだいらえき）
- 徳庵駅（とくあんえき）
- 徳佐駅（とくさえき）
- 徳沢駅（とくさわえき）
- 徳重駅（とくしげえき）
- 徳重・名古屋芸大駅（とくしげ・なごやげいだいえき）
- 徳島駅（とくしまえき）
- 徳宿駅（とくしゅくえき）
- 徳田駅 (石川県)（とくだえき・西日本旅客鉄道七尾線）
- 徳田駅 (三重県)（とくだえき・伊勢鉄道伊勢線）
- 徳永駅（とくながえき）
- 徳益駅（とくますえき）
- 徳丸駅（とくまるえき）
- 徳山駅（とくやまえき）
- 戸倉駅（とぐらえき）
- 徳力嵐山口駅（とくりきあらしやまぐちえき）
- 徳力公団前駅（とくりきこうだんまええき）
- 徳和駅（とくわえき）
- 土気駅（とけえき）
- 戸越駅（とごしえき）
- 戸越銀座駅（とごしぎんざえき）
- 戸越公園駅（とごしこうえんえき）
- 床波駅（とこなみえき）
- 常滑駅（とこなめえき）
- 常葉大学前駅（とこはだいがくまええき）
- 所沢駅（ところざわえき）

### とさ-とそ
- 土佐穴内駅（とさあなないえき）
- 土佐一宮駅（とさいっくえき）
- 土佐入野駅（とさいりのえき）
- 土佐岩原駅（とさいわはらえき）
- 土佐大津駅（とさおおつえき）
- 土佐上川口駅（とさかみかわぐちえき）
- 土佐加茂駅（とさかもえき）
- 土佐北川駅（とさきたがわえき）
- 土佐久礼駅（とさくれえき）
- 土佐佐賀駅（とささがえき）
- 土佐昭和駅（とさしょうわえき）
- 土佐白浜駅（とさしらはまえき）
- 土佐新荘駅（とさしんじょうえき）
- 土佐大正駅（とさたいしょうえき）
- 土佐長岡駅（とさながおかえき）
- 土佐山田駅（とさやまだえき）
- 戸沢駅（とざわえき）
- 利別駅（としべつえき）
- 豊島駅（としまえき）
- 豊島園駅（としまえんえき）
- 鳥栖駅（とすえき）
- 鳥栖貨物ターミナル駅（とすかもつたーみなるえき）
- 唐湊停留場（とそていりゅうじょう）
- 土底浜駅（どそこはまえき）

### とた-とと
- 戸田駅 (埼玉県)（とだえき・東日本旅客鉄道東北本線）
- 戸田駅 (愛知県)（とだえき・近鉄名古屋線）
- 戸田公園駅（とだこうえんえき）
- 戸田小浜駅（とだこはまえき）
- 栃木駅（とちぎえき）
- 栃原駅（とちはらえき）
- 栃屋駅（とちやえき）
- 都庁前駅（とちょうまええき）
- 戸塚駅（とつかえき）
- 戸塚安行駅（とづかあんぎょうえき）
- 獨協大学前駅（どっきょうだいがくまええき）
- 鳥取駅（とっとりえき）
- 鳥取大学前駅（とっとりだいがくまええき）
- 鳥取ノ荘駅（とっとりのしょうえき）
- 戸手駅（とでえき）
- 都電雑司ヶ谷停留場（とでんぞうしがやていりゅうじょう）
- 土々呂駅（ととろえき）
- 驫木駅（とどろきえき・東日本旅客鉄道五能線）
- 等々力駅（とどろきえき・東急大井町線）

### とな-との
- 砺波駅（となみえき）
- 舎人駅（とねりえき）
- 舎人公園駅（とねりこうえんえき）
- 富木駅（とのきえき）
- 富野荘駅（とのしょうえき）
- 富海駅（とのみえき）
- 殿山駅（とのやまえき）

### とは-とほ
- 鳥羽駅（とばえき）
- 鳥羽街道駅（とばかいどうえき）
- 土橋停留場（どばしていりゅうじょう・広島電鉄本線・江波線）
- 土橋駅 (愛媛県)（どばしえき・伊予鉄道郡中線）
- 戸畑駅（とばたえき）
- 鳥羽中駅（とばなかえき）
- 騰波ノ江駅（とばのええき）
- 飛田給駅（とびたきゅうえき）
- 飛山城跡停留場（とびやまじょうあとていりゅうじょう）
- 土深井駅（どぶかいえき）
- 十府ヶ浦海岸駅（とふがうらかいがんえき）
- 都府楼前駅（とふろうまええき）
- 都府楼南駅（とふろうみなみえき）
- 戸部駅（とべえき）
- 砥堀駅（とほりえき）

### とま-とも
- 斗米駅（とまいえき）
- 苫小牧駅（とまこまいえき）
- 苫小牧貨物駅（とまこまいかもつえき）
- 苫米地駅（とまべちえき）
- トマム駅
- 泊駅 (富山県)（とまりえき・あいの風とやま鉄道線）
- 泊駅 (三重県)（とまりえき・四日市あすなろう鉄道内部線）
- 泊駅 (鳥取県)（とまりえき・西日本旅客鉄道山陰本線）
- 富合駅（とみあいえき）
- 富浦駅 (北海道)（とみうらえき・北海道旅客鉄道室蘭本線）
- 富浦駅 (千葉県)（とみうらえき・東日本旅客鉄道内房線）
- 富雄駅（とみおえき）
- 富岡駅（とみおかえき）
- 富岡前駅（とみおかまええき）
- 富加駅（とみかえき）
- 富沢駅（とみざわえき）
- 富水駅（とみずえき）
- 富田駅 (栃木県)（とみたえき・東日本旅客鉄道両毛線）
- 富田駅 (三重県)（とみだえき・東海旅客鉄道関西本線）
- 富田浜駅（とみだはまえき）
- 富根駅（とみねえき）
- 富野駅（とみのえき）
- 富原駅（とみはらえき）
- 富吉駅（とみよしえき）
- 十村駅（とむらえき）
- 轟駅（どめきえき）
- 伴駅（ともえき）
- 友江駅（ともええき）
- 伴中央駅（ともちゅうおうえき）
- 土本駅（どもとえき）
- 友部駅（ともべえき）

### とや-とよ
- 富山駅（とやまえき）
- 富山駅停留場（とやまえきていりゅうじょう）
- 富山貨物駅（とやまかもつえき）
- 富山大学前停留場（とやまだいがくまえていりゅうじょう）
- 豊明駅（とよあけえき）
- 豊浦駅（とようらえき）
- 豊岡駅 (静岡県)（とよおかえき・天竜浜名湖鉄道天竜浜名湖線）
- 豊岡駅 (兵庫県)（とよおかえき・西日本旅客鉄道山陰本線・京都丹後鉄道宮津線）
- 豊川駅 (愛知県)（とよかわえき・東海旅客鉄道飯田線）
- 豊川駅 (大阪府)（とよかわえき・大阪高速鉄道国際文化公園都市線）
- 豊川稲荷駅（とよかわいなりえき）
- 豊頃駅（とよころえき）
- 豊栄駅（とよさかえき）
- 豊郷駅（とよさとえき）
- 豊四季駅（とよしきえき）
- 豊科駅（とよしなえき）
- 豊洲駅（とよすえき）
- 豊田駅（とよだえき）
- 豊田市駅（とよたしえき）
- 豊田町駅（とよだちょうえき）
- 豊田本町駅（とよだほんまちえき）
- トヨタモビリティ富山 Gスクエア五福前（五福末広町）停留場（トヨタモビリティとやま じースクエアごふくまえ（ごふくすえひろちょう）ていりゅうじょう）
- 豊津駅 (大阪府)（とよつえき・阪急電鉄千里線）
- 豊津駅 (福岡県)（とよつえき・平成筑豊鉄道田川線）
- 豊津上野駅（とよつうえのえき）
- 豊富駅（とよとみえき）
- 豊中駅（とよなかえき）
- 豊永駅（とよながえき）
- 豊沼駅（とよぬまえき）
- 豊野駅（とよのえき）
- 豊橋駅（とよはしえき）
- 豊橋公園前停留場（とよはしこうえんまえていりゅうじょう）
- 豊浜駅（とよはまえき）
- 豊原駅（とよはらえき）
- 豊春駅（とよはるえき）
- 豊平公園駅（とよひらこうえんえき）
- 豊幌駅（とよほろえき）
- 豊間根駅（とよまねえき）
- 豊実駅（とよみえき）

### とら-とろ
- 虎ノ門駅（とらのもんえき）
- 虎ノ門ヒルズ駅（とらのもんヒルズえき）
- 虎姫駅（とらひめえき）
- 東浪見駅（とらみえき）
- 鳥居駅（とりいえき）
- 鳥居前駅（とりいまええき）
- 鳥居本駅（とりいもとえき）
- 鳥形駅（とりがたえき）
- 鳥沢駅（とりさわえき）
- 都立家政駅（とりつかせいえき）
- 都立大学駅（とりつだいがくえき）
- 取手駅（とりでえき）
- 鳥ノ木駅（とりのきえき）
- 鳥浜駅（とりはまえき）
- トレードセンター前駅（トレードセンターまええき）
- 土呂駅（とろえき）
- トロッコ嵐山駅（トロッコあらしやまえき）
- トロッコ亀岡駅（トロッコかめおかえき）
- トロッコ嵯峨駅（トロッコさがえき）
- トロッコ保津峡駅（トロッコほづきょうえき）

### とわ-とん
- 戸綿駅（とわたえき）
- 十和田南駅（とわだみなみえき）
- 富田駅 (大阪府)（とんだえき・阪急電鉄京都本線）
- 富田林駅（とんだばやしえき）
- 富田林西口駅（とんだばやしにしぐちえき）